# Strzelectwo na Letnich Igrzyskach Olimpijskich 2020 – skeet (kobiety)
Skeet kobiet - konkurencja rozegrana w dniach 25 – 26 lipca 2021 r. Zawody odbyły się w Asaka Shooting Range. Wystartowało 28 zawodniczek z 22 krajów.

## Terminarz
Wszystkie godziny podane są w czasie tokijskim (UTC+09:00).
| Data          | Godzina rozpoczęcia |              |
| ------------- | ------------------- | ------------ |
| 25 lipca 2021 | 09:00               | Kwalifikacje |
| 26 lipca 2021 | 09:00               | Kwalifikacje |
| 26 lipca 2021 | 14:50               | Finał        |

## Wyniki

### Kwalifikacje
| Pozycja | Zawodnik               | Kraj                        | Serie | Serie | Serie | Serie | Serie | Wynik | Uwagi |
| Pozycja | Zawodnik               | Kraj                        | 1     | 2     | 3     | 4     | 5     | Wynik | Uwagi |
| ------- | ---------------------- | --------------------------- | ----- | ----- | ----- | ----- | ----- | ----- | ----- |
| 1.      | Wei Meng               | Chiny                       | 25    | 25    | 25    | 24    | 25    | 124   | =, =  |
| 2.      | Diana Bacosi           | Włochy                      | 25    | 25    | 25    | 23    | 23    | 123   |       |
| 3.      | Amber English          | Stany Zjednoczone           | 23    | 25    | 24    | 24    | 25    | 121   |       |
| 4.      | Isarapa Imprasertsuk   | Tajlandia                   | 23    | 24    | 25    | 24    | 24    | 120+6 |       |
| 5.      | Nadine Messerschmidt   | Niemcy                      | 24    | 24    | 24    | 24    | 24    | 120+5 |       |
| 6.      | Natalja Winogradowa    | Rosyjski Komitet Olimpijski | 25    | 25    | 23    | 23    | 24    | 120+1 |       |
| 7.      | Andri Eleftheriou      | Cypr                        | 24    | 24    | 23    | 23    | 25    | 119   |       |
| 8.      | Iryna Malowiczko       | Ukraina                     | 24    | 24    | 23    | 25    | 23    | 119   |       |
| 9.      | Lucie Anastassiou      | Francja                     | 24    | 23    | 25    | 24    | 23    | 119   |       |
| 10.     | Austen Smith           | Stany Zjednoczone           | 23    | 25    | 25    | 23    | 23    | 119   |       |
| 11.     | Sutiya Jiewchaloemmit  | Tajlandia                   | 23    | 23    | 24    | 23    | 25    | 118   |       |
| 12.     | Gabriela Rodríguez     | Meksyk                      | 23    | 23    | 24    | 24    | 24    | 118   |       |
| 13.     | Danka Barteková        | Słowacja                    | 24    | 22    | 25    | 24    | 23    | 118   |       |
| 14.     | Barbora Šumová         | Czechy                      | 24    | 24    | 23    | 24    | 23    | 118   |       |
| 15.     | Zila Batyrszyna        | Rosyjski Komitet Olimpijski | 22    | 23    | 23    | 25    | 24    | 117   |       |
| 16.     | Ibtissam Marirhi       | Maroko                      | 22    | 23    | 24    | 25    | 23    | 117   |       |
| 17.     | Zhang Donglian         | Chiny                       | 23    | 24    | 23    | 24    | 22    | 116   |       |
| 18.     | Melisa Gil             | Argentyna                   | 23    | 24    | 23    | 22    | 23    | 115   |       |
| 19.     | Aleksandra Jarmolińska | Polska                      | 22    | 23    | 24    | 21    | 24    | 114   |       |
| 20.     | Chiara Cainero         | Włochy                      | 22    | 22    | 23    | 24    | 23    | 114   |       |
| 21.     | Naoko Ishihara         | Japonia                     | 24    | 21    | 23    | 23    | 23    | 114   |       |
| 22.     | Zoya Kravchenko        | Kazachstan                  | 24    | 22    | 22    | 24    | 21    | 113   |       |
| 23.     | Francisca Crovetto     | Chile                       | 24    | 21    | 21    | 22    | 24    | 112   |       |
| 24.     | Maryam Hassani         | Bahrajn                     | 22    | 22    | 22    | 23    | 23    | 112   |       |
| 25.     | Laura Coles            | Australia                   | 24    | 22    | 22    | 24    | 20    | 112   |       |
| 26.     | Assem Orynbay          | Kazachstan                  | 23    | 22    | 24    | 19    | 23    | 111   |       |
| 27.     | Chloe Tipple           | Nowa Zelandia               | 22    | 18    | 22    | 23    | 23    | 108   |       |
| 28.     | Chiara Costa           | Senegal                     | 25    | 20    | 22    | 23    | 18    | 108   |       |
|         | Amber Hill             | Wielka Brytania             | DNS   | DNS   | DNS   | DNS   | DNS   | DNS   | DNS   |

### Finał
| Pozycja | Zawodnik             | Kraj                        | Serie | Serie | Serie | Serie | Serie | Serie | Uwagi |
| Pozycja | Zawodnik             | Kraj                        | 1     | 2     | 3     | 4     | 5     | 6     | Uwagi |
| ------- | -------------------- | --------------------------- | ----- | ----- | ----- | ----- | ----- | ----- | ----- |
| złoto   | Amber English        | Stany Zjednoczone           | 10    | 19    | 28    | 38    | 47    | 56    |       |
| srebro  | Diana Bacosi         | Włochy                      | 10    | 19    | 29    | 38    | 47    | 55    |       |
| brąz    | Wei Meng             | Chiny                       | 9     | 17    | 27    | 36    | 46    | N/A   |       |
| 4.      | Isarapa Imprasertsuk | Tajlandia                   | 9     | 18    | 27    | 36    | N/A   | N/A   |       |
| 5.      | Nadine Messerschmidt | Niemcy                      | 9     | 17    | 26    | N/A   | N/A   | N/A   |       |
| 6.      | Natalja Winogradowa  | Rosyjski Komitet Olimpijski | 8     | 17    | N/A   | N/A   | N/A   | N/A   |       |